# 모래요정 바람돌이
《모래요정 바람돌이》(일본어: おねがい!サミアどん 부탁해요! 사미아돈)는 영국 작가 에디스 네스빗(Edith Nesbit)이 1902년 발표한 소설《다섯 아이들과 그것》( 한국말로 옮긴 동화 있음)을 원작동화를 소재로 하여, 일본 TMS 엔터테인먼트사가 1985년 제작한 TV 애니메이션 시리즈다.
한국어 더빙판은 KBS 2TV에서 를 통해 《모래요정 바람돌이》란 이름으로 1986년 1월 6일부터 그 해 3월 14일까지 방영되었으며, 1994년 8월 18일부터 그 해 10월 14일까지 다시 방영되었다. 2008년 10월 9일부터 2009년 2월 20일까지 EBS에서 재더빙하여 목요일과 금요일 7시에 방영하였으며, 2010년 1월 25일부터 2011년 8월 24일까지 동일한 시간대에 방영되었다.
그리고 덧붙여 홍콩 TVB에도 수출되어 방영된 적도 있었다.

## 줄거리
영국의 한적한 시골에 사는 4명의 어린이들이 모래요정 바람돌이와 모험하는 이야기이다. 수백 년이나 잠들어 있다가 깨어난 모래요정 바람돌이는 마음이 너그러워서 해가 지면 풀리는 마법으로 아이들의 소원을 들어주는데, 그가 마법을 부릴 때마다 엉뚱하고 재미있는 일들이 일어난다. 하지만 모험을 통해 아이들은 생각하는 어린이로 자란다. 그 실례가 빵만들기 이야기이다. 학문연구로 항상 바쁜 아빠에게 맛있는 빵을 만들어드리고 싶다는 나래의 소원을 들은 바람돌이는 마법으로 세계 최고의 제빵사를 데려온다. 덕분에 맛있는 빵이 만들어지지만, 바람돌이는 애인 바람숙이가 만든 빵에는 있던 '무엇'이 제빵사가 만든 빵에는 없다고 말한다. 바람돌이의 비평에 화가 난 제빵사가 집에 돌아가자 아이들이 직접 빵을 만드는데, 집에 돌아온 아빠는 아이들이 서툰 솜씨로 만든 빵인데도 홍차와 버터를 곁들여서 아주 맛있게 먹는다. 이를 본 아이들은 바람돌이가 말한 '무엇'이 무엇을 말하는 것인지 곰곰이 생각한다. 물론 어른인 바람돌이는 답을 알지만, 아이들이 스스로 생각하도록 말해주지 않는다.

## 등장인물
- 인물 이름에서 괄호는 국내명.
- 성우 소개는 왼쪽부터 NHK, KBS, EBS순이다.
- 사미아돈(바람돌이) / 카와쿠보 키요시, 남궁윤, 이철용

타이어를 엄청나게 좋아하는 모래의 요정. "네시를 만들어서 고고학자인 앤의 아빠를 기쁘게 해 달라.", "커다란 케이크를 만들어달라.", "저절로 칫솔이 이를 닦아주게 해 달라." 등의 엉뚱한 소원들을 들어주느라 힘들어 하지만, 정작 들어준 소원은 엉망진창이 되기 일쑤다. 소원은 하루에 하나만 들어줄 수 있고, 기한은 일몰까지여서 해가 지면 마법이 풀리면서 모든 것이 본래대로 돌아간다. 동화에서 바람돌이는 공룡과 원시 포유류가 살던 아주 오래된 시대에서부터 살았으며, 아이들이 자신의 기분을 상하게 하면 모래속에 들어가버리는 까칠한 성격의 요정으로 나온다. 만화에서처럼 귀여운 모습과 따뜻한 성격은 애니메이션 작가의 상상이다. 그럼에도 아이들은 바람돌이가 들려주는 옛날 이야기를 좋아한다. 어린이 특유의 자유로운 상상력이 발휘되기 때문이다.
- 실 터너(영수)영국 / 타케무라 히로시, 김순원, 엄상현

시골로 이사온지 얼마 안된 터너 가의 장남. 장난꾸러기이지만 남매들의 리더이며, 형답게 행동력을 발휘하기도 한다.
- 로버트 터너(뚱보-KBS/동구-EBS) / 아오키 카즈요, 한인숙, 이선주

터너 가의 차남으로, 뚱뚱한 몸매를 가진 소년. 먹는 것을 좋아하고 식탐이 많고 상냥한 성격의 소유자.
- 제인 터너(재롱이) / 사이토 마리, 유지영, 홍소영

영수와 동구의 여동생. 분홍색 트윈테일머리에 빨간 원피스를 입었고 귀여운 것을 아주 좋아하는 여자 아이로, 장래의 꿈은 미인이 되는 것이라고 한다.
- 앤 홉킨스(나래) / 이치류사이 하루미, 전기병, 소연

터너가의 장녀. 터너 가의 근처에 사는 실과 같은 나이의 소녀. 예쁜 외모와는 달리 용감하다. 어머니를 잃고 아버지랑 둘이 살게 되었는데, 아버지는 무뚝뚝하지만 딸을 무척 사랑한다.
- 치비(동동이) : 터너가의 막내아들이다. 나이가 어려서 말을 하지는 못한다. 동화에서는 어린 양이라는 뜻의 lamb이라고 불린다.
- 카피(Capi) : 터너가에서 기르는 개이다.
- 사미코(바람숙이) : 바람돌이의 여자 친구.

## 이모저모
- 대한민국에서는 1986년 KBS에서 첫 방영되었으며, 1994년 재방영된 이후 한동안 방송되지 않았다. 그 후 2008년 10월 9일부터 2009년 2월 20일까지 한국교육방송공사에서 매주 목·금요일 오후 7시에 방송하였다.[3]
- EBS측은 당초 KBS판을 방영하려 했으나 보관된 테이프의 상태가 열악하여 불가피하게 재더빙을 선택했다고 한다.
- 홍콩에서는 TVB에도 수출되어 방영되었다.
- 바람돌이의 원작소설 도서정보(영문)